# 玉転がし
玉転がし（たまころがし）は、体育の科目などで行われる競技の一つ。

## 概要
直径10mから20mの大円の外側から中央の小円に向かって小型の玉を転がし中央の小円に入れることのできた個数を競う競技。中央の円に入らなかった玉については取ることができ円外から更に投げことができる。
なお、運動会などで行われる大型の球体を移動していくリレーについて「玉転がし」や「大玉転がし」と呼ばれることもある（中島海編『遊戯大事典』では「大球送り」として解説されている）。